# Tübingen Hauptbahnhof

Der Tübinger Hauptbahnhof ist ein Nahverkehrsknoten in Baden-Württemberg und der größte Bahnhof in der Universitätsstadt Tübingen und im gleichnamigen Landkreis.

## Lage

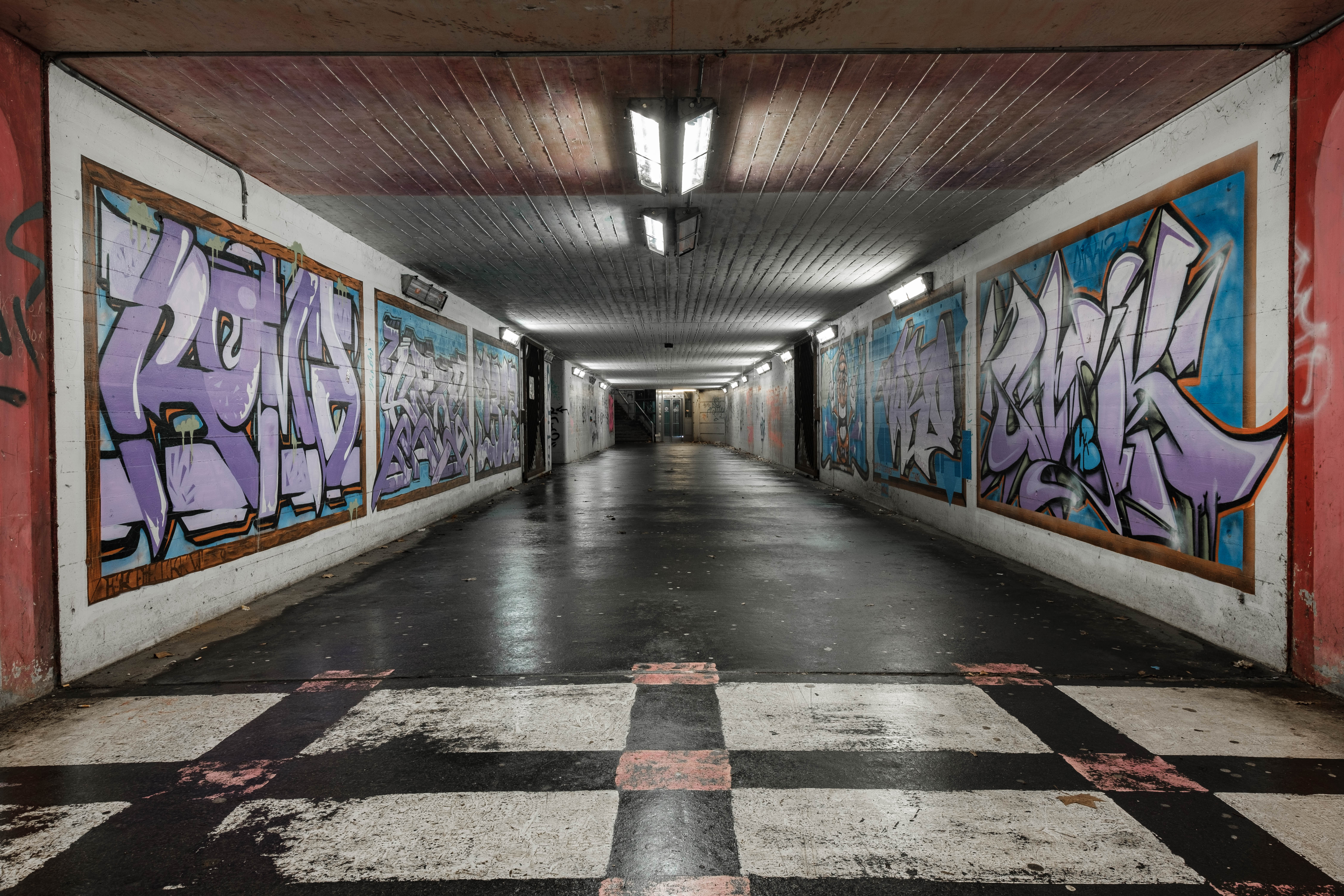
Unterführung zur Südstadt

Der Tübinger Hauptbahnhof liegt südlich des Stadtzentrums auf der der Altstadt abgewandten Neckarseite. Ursprünglich auf freiem Feld errichtet, schließen sich heute südlich unmittelbar die Tübinger Stadtteile Derendingen und Südstadt an. Auf dem Bahnhofsvorplatz (Europaplatz) wurde 1960 der Omnibusbahnhof eingerichtet, von hier verbinden 25 Tages- und 12 Nacht-Linien der TüBus den Bahnhof mit dem gesamten Stadtgebiet sowie 7 weitere Linien den Bahnhof mit umliegenden Gemeinden abseits der Schiene. Die vollständige Umgestaltung des Europaplatzes und des Omnibusbahnhofs ab Ende 2019 wurden im Sommer 2023 beendet. Abgesehen von Gleis 1 und 13 sind die Gleise über eine Unterführung im Gebäude erreichbar, deren südlicher Ausgang in die Südstadt mündet.

## Geschichte

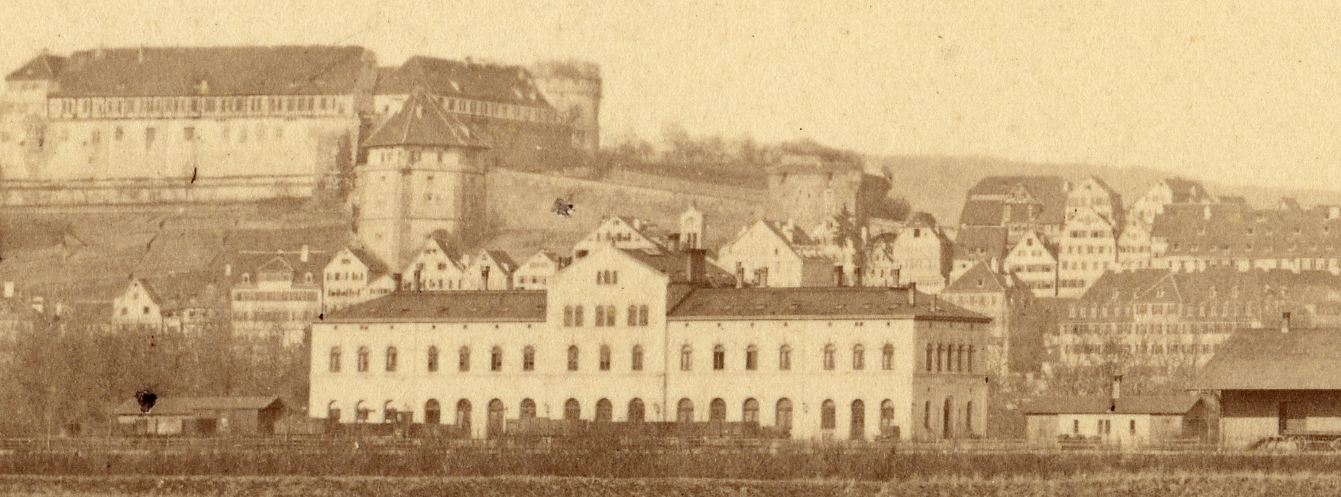
Tübingen Hauptbahnhof um 1900. Fotografie von Paul Sinner

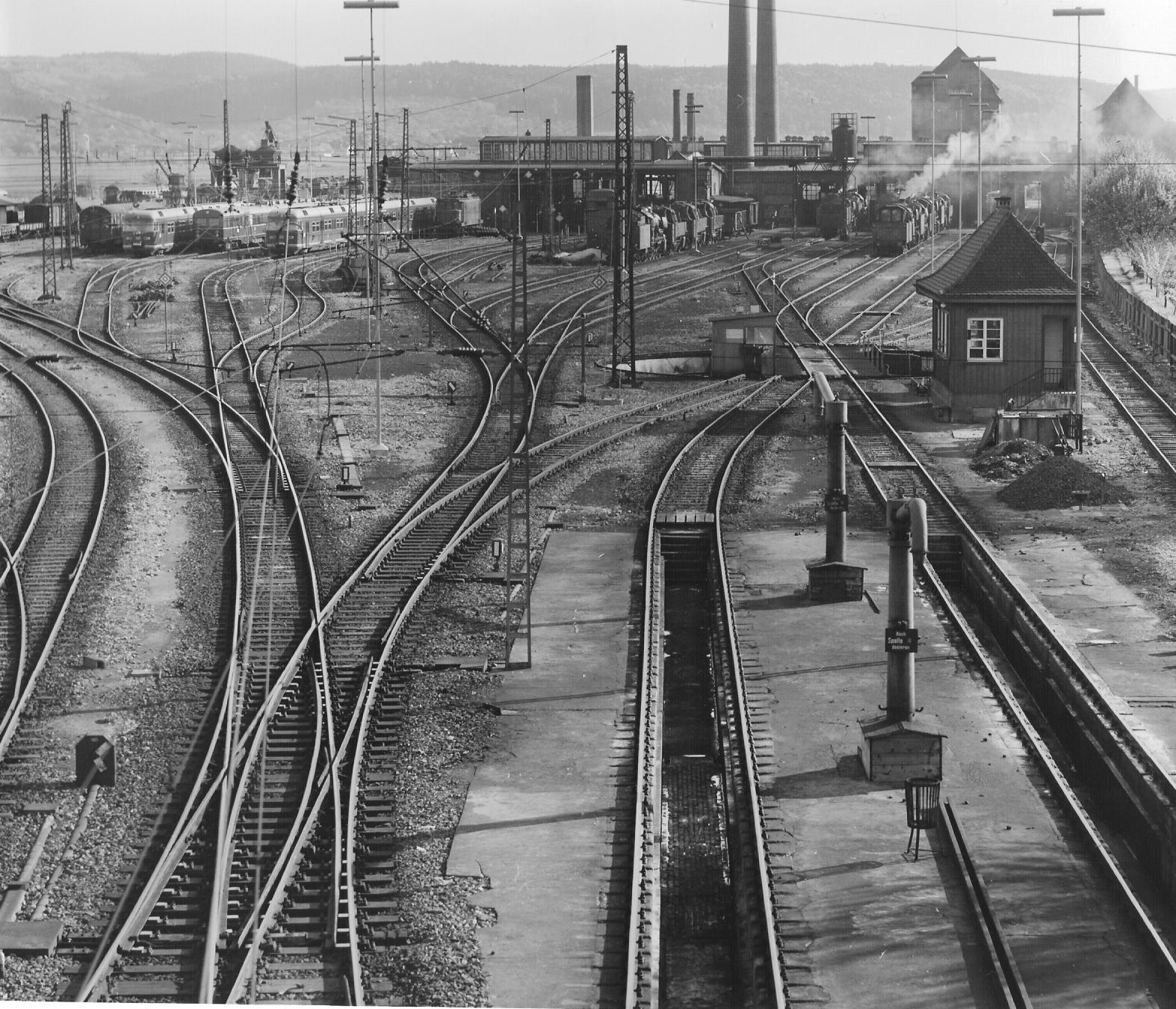
Blick auf das Bahnbetriebswerk Tübingen im Mai 1970

1861 ging der Abschnitt Reutlingen–Rottenburg am Neckar der Bahnstrecke Plochingen–Immendingen in Betrieb, damit erhielten die damals etwa 8.000 Einwohner Tübingens und die insgesamt etwa 30.000 Einwohner des dazugehörigen Oberamtes erstmals eine Schienenanbindung.
In den Jahren 1861/1862 wurde das heute noch erhaltene Empfangsgebäude nach Plänen des Architekten Josef Schlierholz errichtet. In Tübingen wurde gleichzeitig ein Bahnbetriebswerk eingerichtet. Von 1867 bis 1874 errichteten die Königlich Württembergischen Staats-Eisenbahnen von Tübingen ausgehend die Bahnstrecke Tübingen–Sigmaringen, wodurch Tübingen zum Trennungsbahnhof wurde. Nachdem die Ammertalbahn nach Herrenberg am 1. Mai 1910 in Betrieb gegangen war, war der heutige Eisenbahnknoten vollendet. 1916 entstand die heute noch genutzte Unterführung zu den beiden Inselbahnsteigen, das vorhandene Empfangsgebäude wurde dazu am westlichen Ende um eine sogenannte Ausgangshalle erweitert und im Inneren umgebaut, die Bahnsteige wurden überdacht. Abgesehen von Umnutzungen insbesondere von Wartesälen und Lagerräumen für Geschäfte und Gastronomie und kleineren Eingriffen wie dem Abbau der Bahnsteigsperren ist die Bausubstanz seitdem weitgehend unverändert.
Im Untergeschoss des Empfangsgebäudes wurde 1937 ein Luftschutzkeller eingerichtet.

## Heutiger Betrieb

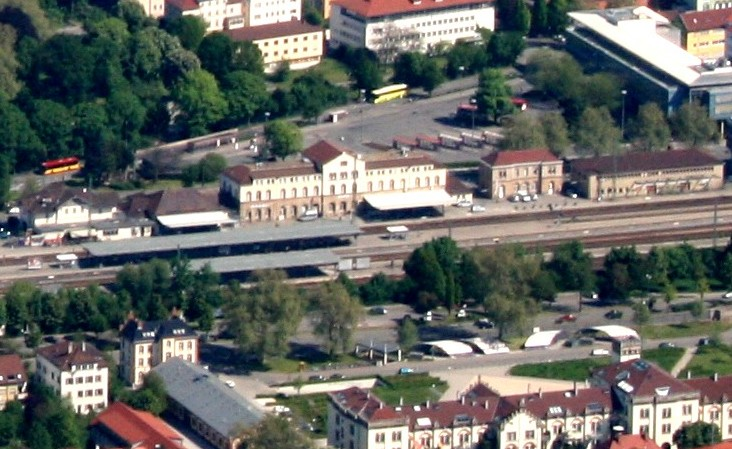
Luftbild des Bahnhofs

### Aufbau des Bahnhofs

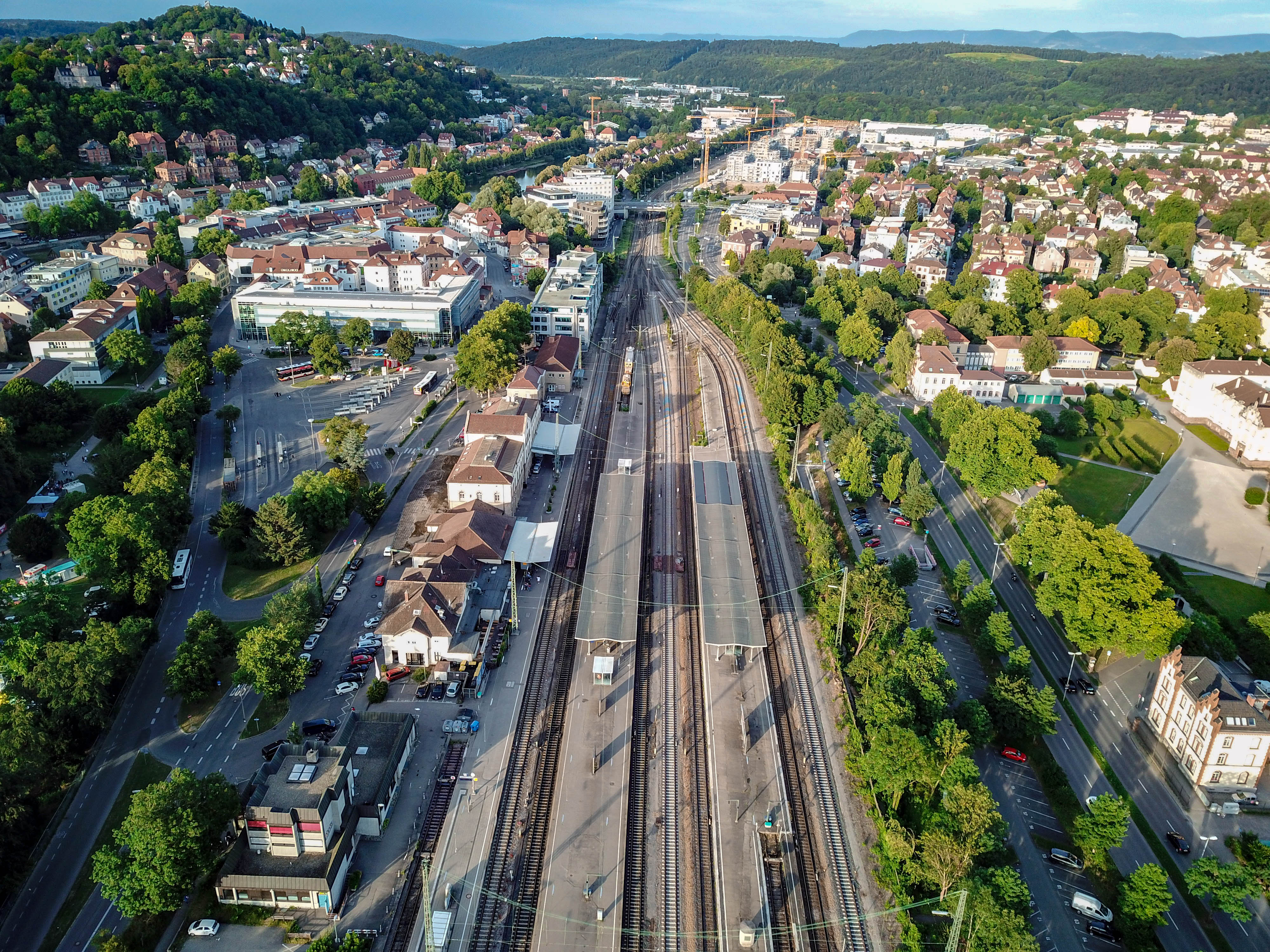
Hauptbahnhof Tübingen mit Blickrichtung Osten

Der Tübinger Hauptbahnhof besitzt heute sieben durchgehende Gleise, von denen fünf mit Bahnsteigen ausgestattet sind: Gleis 1 ist der Hausbahnsteig, an zwei Inselbahnsteigen liegen die Gleise 2/3 und 5/6. An den Inselbahnsteigen liegen darüber hinaus die Stumpfgleise 9–12, von denen aber nur Gleis 12 für den Personenverkehr genutzt wird. Am westlichen Ende des Hausbahnsteigs befindet sich ein weiteres für den Personenverkehr genutztes Stumpfgleis Gleis 13. Nördlich davon wird am vorhandenen Stumpfgleis 14 noch ein Bahnsteig entstehen, der ab Dezember 2022 für das ausgeweitete Angebot der Linie RB 63 benötigt wird. Im Westen schließen sich das Betriebswerk sowie die Ammertalbahn, die Bahnstrecke Tübingen–Sigmaringen und die Strecke Richtung Immendingen an. Im Osten schloss sich der an der Strecke Richtung Plochingen gelegene ehemalige Güterbahnhof an. Heute existieren dort nur noch wenige Abstellgleise, die übrige Fläche wurde in den Jahren 2015 bis 2019 mit einem neuen Stadtviertel bebaut.
Alle Gleise verfügen über LCD-Zugzielanzeiger zur Fahrgastinformation, darüber hinaus existiert ein DB ServicePoint und ein Reisezentrum. An Gleis 1 befinden sich öffentliche Toiletten. Den Besuchern stehen zwei Gastronomieangebote und verschiedene Einkaufsmöglichkeiten zur Verfügung. Im Bahnhof befindet sich auch ein Revier der Bundespolizei und eine Anlaufstelle der Bahnhofsmission.

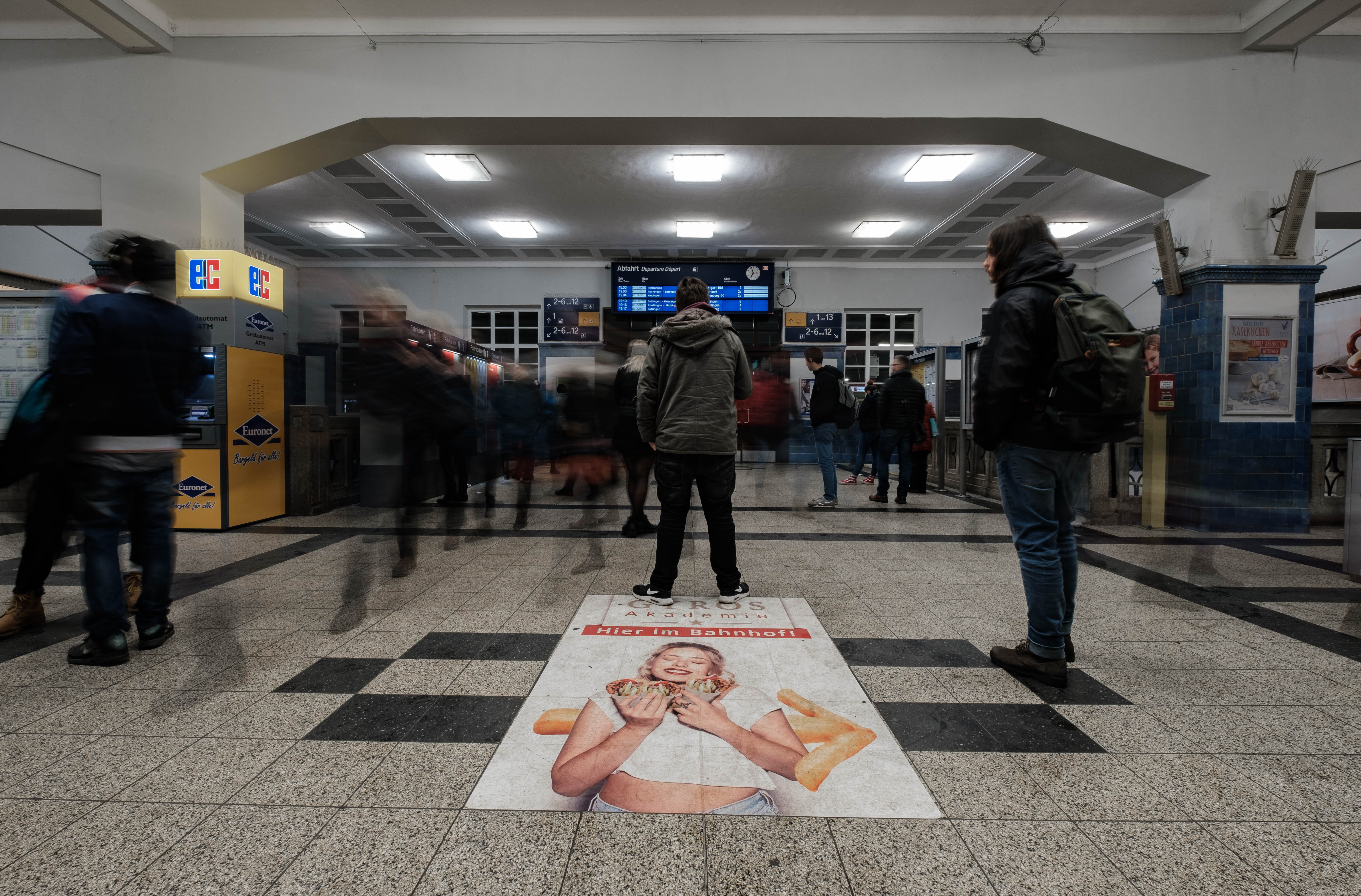
Haupthalle des Bahnhofs

Die Bahnsteige des Tübinger Hauptbahnhofs sind seit September 2011 barrierefrei zugänglich. Eine entsprechende Erschließung wurde im Rahmen des Bahnhofsmodernisierungsprogramms von DB Station&Service für Baden-Württemberg geplant, die Arbeiten begannen im Frühjahr 2010. Der Bahnsteig der Gleise 1 und 13 sowie der Bahnsteig der Gleise 2, 3 und 12 wurden jeweils durch einen Aufzug angebunden, der Bahnsteig der Gleise 5 und 6 durch eine Rampe. Die niedrige Höhe der Bahnsteige blieb dabei jedoch unverändert, so dass ein stufenloser Einstieg in Züge lediglich am Gleis 13 möglich ist. Dieser Bahnsteig wurde als einziger anlässlich der Wiederinbetriebnahme der modernisierten Ammertalbahn auf ganzer Länge im Jahr 1999 auf eine Höhe von 55 cm angehoben. Die Erhöhung der übrigen Bahnsteige auf 55 cm ist weiterhin Bestandteil des Bahnhofsmodernisierungsprogrammes, konkrete Planungen und Zeitpläne existieren aber noch nicht.
Die Sanierung des Tübinger Bahnhofs wird durch die DB als besonders prioritär betrachtet. Das Konzept hat die Bauverwaltung mit der Deutschen Bahn und in enger Abstimmung mit der Denkmalpflege entwickelt. Auch das Innere mit seinen öffentlichen Nutzungen, den Ladengeschäften und Büroeinheiten, die Bahnsteige, die energetische Situation der Gebäudehülle und Technik sollen verbessert werden. Zwischen Land und Bahn laufen Abstimmungen für das Bahnhofssanierungsprogramm für die nächsten zehn Jahre ab 2019.

### Bedienung
| Linie | Verlauf | Frequenz | Betreiber                              |
| --- | --- | --- | -------------------------------------- |
| IC 55 | Tübingen – Reutlingen – Metzingen – Nürtingen – Plochingen – Stuttgart – Vaihingen (Enz) – Heidelberg – Mannheim – Mainz – Koblenz – Bonn – Köln – Solingen – Wuppertal – Hagen – Dortmund – Hamm (Westfalen) – Bielefeld – Herford – Bad Oeynhausen – Minden (Westfalen) – Hannover – Braunschweig – Magdeburg – Halle (Saale) – Leipzig/Halle Flughafen – Leipzig – Riesa – Dresden-Neustadt – Dresden | ein Zugpaar täglich (IC 2047/2048) | DB Fernverkehr                         |
| RE 6 | Stuttgart – Nürtingen – Metzingen – Reutlingen – Tübingen | 120 Minuten | DB Regio Stuttgart                     |
| RE 6a | Stuttgart – Reutlingen – Tübingen – Mössingen – Hechingen – Balingen (Württ) – Albstadt-Ebingen – Sigmaringen – Herbertingen – Aulendorf | 120 Minuten | DB Regio                               |
| RE 6b | (Stuttgart – Reutlingen – ) Tübingen – Kiebingen – Rottenburg (Neckar) ( – Bieringen – Horb) | 60 Minuten (Mo–Fr) 120 Minuten (Sa, So), einzelne Züge nach Horb, alle 120 Minuten zwischen Stuttgart Hbf und Tübingen Hbf vereinigt mit IRE 6a | DB Regio                               |
| MEX 12 | Tübingen – Reutlingen – Metzingen – Bempflingen – Nürtingen – Oberboihingen – Wendlingen (Neckar) – Plochingen – Esslingen (Neckar) – Stuttgart-Bad Cannstatt – Stuttgart – Heilbronn (– Mosbach-Neckarelz) | 60 Minuten | DB Regio Stuttgart                     |
| MEX 18 | Tübingen – Reutlingen – Metzingen – Nürtingen – Wendlingen (Neckar) – Plochingen – Esslingen (Neckar) – Stuttgart-Bad Cannstatt – Stuttgart – Heilbronn – Möckmühl – Osterburken | 60 Minuten | DB Regio Stuttgart                     |
| Die Linien MEX 12 und MEX 18 ergeben zwischen Tübingen und Heilbronn ein annähernd halbstündliches Angebot | | |                                        |
| RB 63 | Herrenberg – Entringen – Tübingen | 30 Minuten (Mo–Fr einzelne Schülerzüge zwischen Tübingen und Entringen)                                                                         | DB Regio                               |
| RB 63 | Tübingen – Reutlingen – (Metzingen – Bad Urach) | Tübingen - Reutlingen: 30-Minuten-Takt Metzingen - Bad Urach: 60-Minuten-Takt                                                                   | DB Regio                               |
| RB 66 | Tübingen – Dußlingen – Nehren – Mössingen – Bodelshausen – Hechingen – Bisingen – Balingen (Württ) – Albstadt-Ebingen (– Sigmaringen) | 60 Minuten (nach Albstadt), 120 Minuten (nach Sigmaringen)                                                                                      | SWEG Südwestdeutsche Landesverkehrs-AG |
| Zusätzliche Züge der RB 66 Mo–Fr in der Hauptverkehrszeit zwischen Tübingen und Hechingen                  | | |                                        |
| RB 74 | Tübingen – Rottenburg – Horb (– Nagold – Calw – Pforzheim) | 60 Minuten (bis Horb bzw. Pforzheim mit Umstieg in Horb), 120 Minuten (ohne Umstieg bis Pforzheim)                                              | DB Regio                               |

(Stand Dezember 2024)

## Bahnbetriebswerk

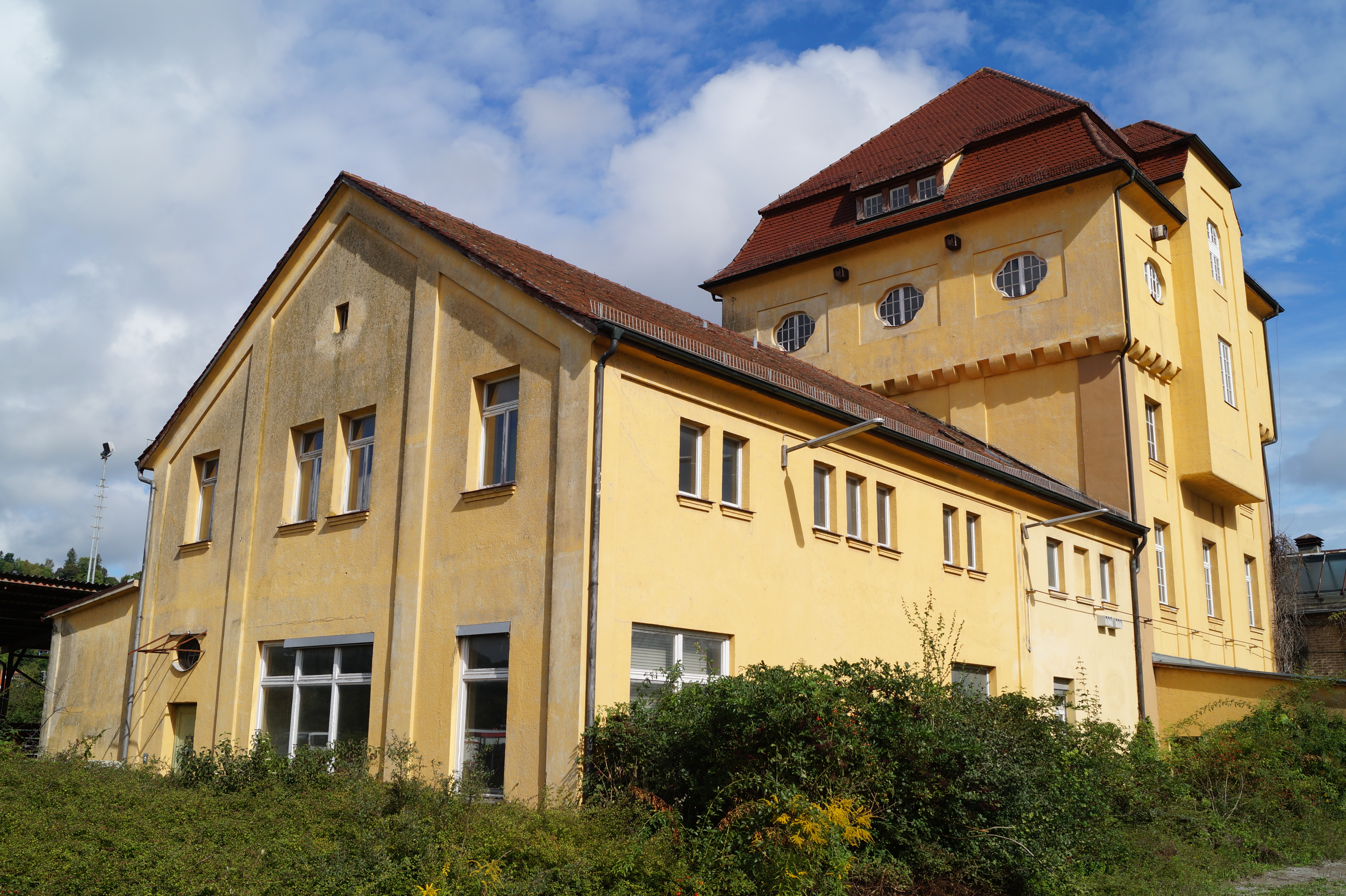
Bahnbetriebswerk Tübingen, 2017

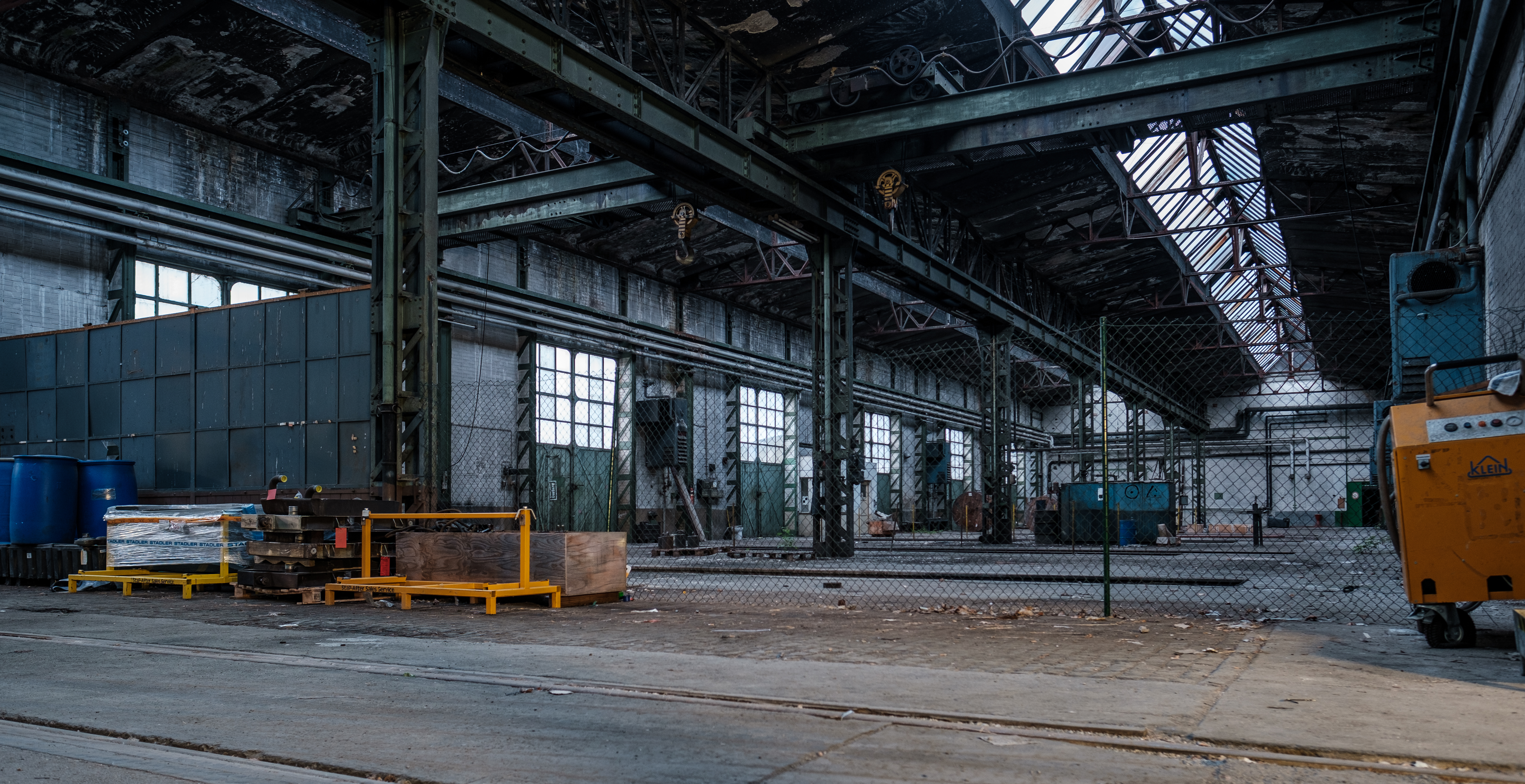
Inneres der historischen Halle, 2020

Das im Westen des Bahnhofes zwischen den Strecken nach Horb und Sigmaringen gelegene Bahnbetriebswerk ist auch heute noch in Betrieb. Derzeit (2021) sind Triebwagen der Baureihe 650 hier beheimatet. 2007 bis 2009 wurde eine neue Triebwagenhalle und eine neue Anlage zur Reinigung von Reisezügen errichtet. Das etwa um 1915 entstandene Verwaltungsgebäude und der denkmalgeschützte Wasserturm bleiben erhalten. Geplant war zwischenzeitlich eine neue 230 m lange Ganzzughalle. Lokomotiven und Wagen von DB Regio sollten von Stuttgart hierher umbeheimatet werden. Da die DB die Ausschreibung für den Betrieb des Personenverkehrs auf der Strecke Tübingen–Stuttgart nicht gewonnen hat, wird die leerstehende alte Halle des Bahnbetriebswerkes aber bis auf Weiteres nicht abgerissen und könnte nach Sanierung des ölverschmutzten Hirnholzbodens möglicherweise sogar für kulturelle Veranstaltungen umgenutzt werden.